# گروه ایدونا
گروه ایدونا (انگلیسی: Signal Iduna) شرکت خدمات مالی آلمانی است، که در سال ۱۹۰۷ تأسیس شد.